# كلوفايبرات الإيتوفيلين
كلوفايبرات الإيتوفيلين (Etofylline Clofibrate) دواء خافض للكوليسترول ينتمي إلى مجموعة الفايبرات .
وهو متوفر بي بعض بلدان العالم تحت اسم دوليب (Duolip) .

## الجرعة
يؤخذ عن طريق الفم بجرعة 250 ملغ ثلاث مرات يوميا .

## طريقة عمل الدواء
كلوفايبرات الإيتوفيلين كبقية الفايبرات يقوم بتفعيل مستلمات مولدات بيروكسيسوم الفعالة (PPAR-peroxisome proliferator-activated receptors) والتي تؤثر على أيض السكريات والدهنيات وتكوين النسيج الدهني .

## المصدر
- كتاب مارتندل Martindale: the complete drug reference